# 도넬리 로즈

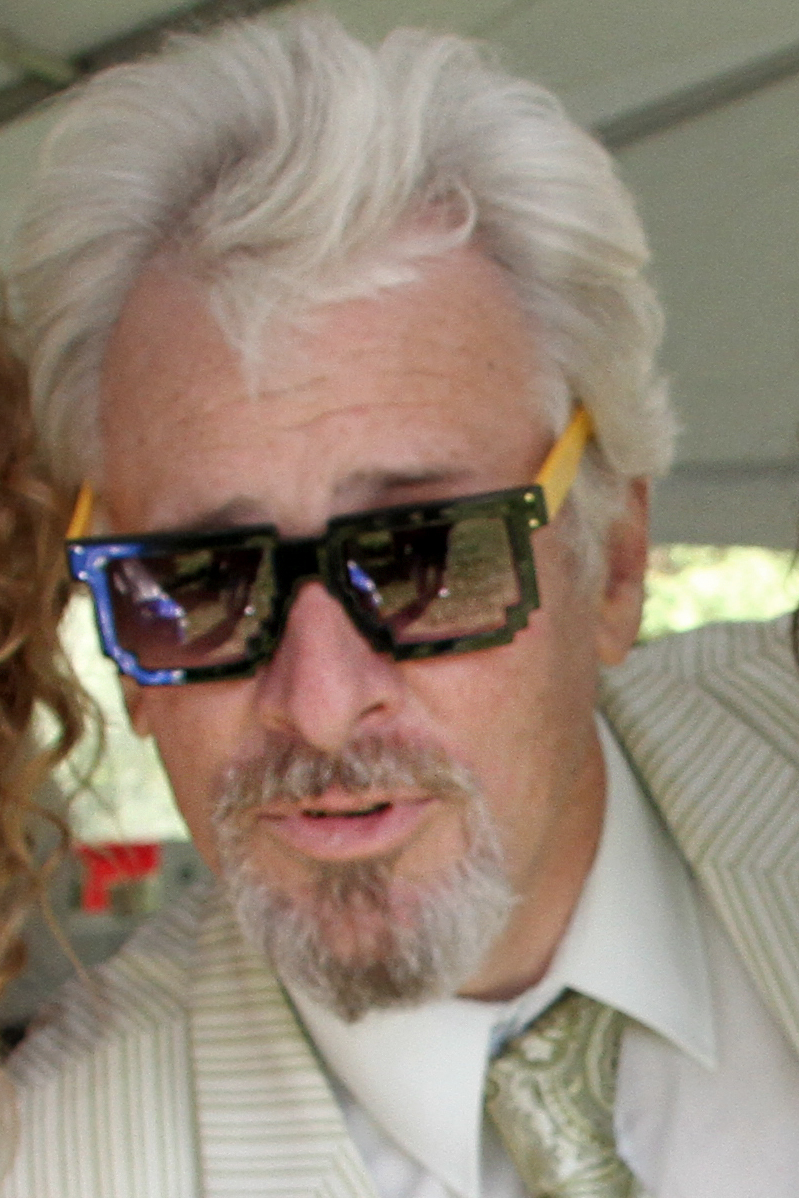

도널리 로즈(Donnelly Rhodes, 1937년 12월 4일 ~ 2018년 1월 8일)는 캐나다의 배우, 영화 감독이다.
위니펙에서 태어났으며 메이플리지에서 사망하였다. 사인은 간암이다.

## 출연 작품
- 바리케이드 (2012년)
- 12 디재스터 (2012년) - 그랜트 역
- 고블린 (2010년)
- 헌트 투 킬 (2010년)
- 라모너 앤 비저스 (2010년)
- 트론: 새로운 시작 (2010년)
- 데미지 (2009년)
- 미이라 - 비밀의 문 (2008년)
- 잃어버린 세계 - 지구속으로 (2008년) - 션 역
- 브로큰 트레일 (2006년)
- 라이프 애즈 위 노 잇 (2004년)
- 인간의 증명 (2004년)
- 스노우 독스 (2002년)
- 프레셔 (2001년) - 쿠퍼 보안관 역
- 어반 사파리 (1996년)
- 투 (1996년)
- 펜트하우스 (1989년)
- 사랑하는 내 아들아 (1987년)
- 댈턴: 코드 오브 벤젠스 2 (1986년)
- 생사의 여객기 (1984, Flight 90: Disaster on the Potomac)
- 휴먼 독 (1980년)
- 전격 후린트 - 데드 온 타겟 (1976년)
- 넵툰 어드벤쳐 (1973년)
- 체인지 오브 마인드 (1969년)

### 텔레비전
- 서부를 향해 달려라 (1967)
- 제5전선 (1968-72)
- 제3의 눈 (1996-97)
- 더 영 앤 더 레스트리스 (1998)
- 배틀스타 갈락티카 (2004-09)